# Jardim das Vertentes
O Jardim das Vertentes é um bairro da zona oeste da cidade de São Paulo, Brasil. Forma parte do distrito da cidade conhecido como Vila Sônia. Administrada pela Subprefeitura do Butantã.
O bairro conta com 33 logradouros, segundo os Correios do Brasil.
A área fica próxima à Rodovia Raposo Tavares e ao Parque Chácara do Jockey. Também é próximo à estação de Metrô Vila Sônia.
O Jardim das Vertentes tem característica residencial, possuindo em sua maior parte casas, além de alguns condomínios de apartamentos. A frequência de suas tranquilas ruas é caracterizada pelo público local, tendo em vista que o bairro não é cortado por grandes avenidas e não recebe o trânsito de outras regiões. 
O bairro ficou conhecido nos noticiários devido à tentativa de transformar algumas ruas em uma espécie de condomínio fechado, onde uma associação de moradores pretendia cobrar taxas para garantir a segurança do local, além de instalar cancelas e portarias no loteamento. Após diversas ações na justiça, o Ministério Público determinou que essas ações eram irregulares e a prefeitura removeu as cancelas.
No Bairro existe uma favela que tem o mesmo nome do bairro, a mesma se localiza na Rua Luiz Antonio Abreu. Uma parte do bairro é considerada loteamento irregular, ou seja sem autorização da prefeitura. A Rua Benvenuto Cellini possui terrenos municipais invadidos, além do antigo canil municipal, localizado ao lado do Ecoponto na Rua Benvenuto Cellini que atualmente encontra-se invadido.